# Radweg Deutsche Weinstraße
Der Radweg Deutsche Weinstraße, manchmal auch als Radwanderweg Deutsche Weinstraße bezeichnet, ist ein Radfernweg von Schweigen-Rechtenbach nach Bockenheim an der Weinstraße, dessen Verlauf sich an der Deutschen Weinstraße orientiert. Er verläuft überwiegend auf Wirtschaftswegen, nur innerorts auch auf Straßen mit Kfz-Verkehr. Die Länge des Radwegs beträgt 95 km; auf der Strecke geht es ca. 1020 Höhenmeter aufwärts und ca. 1055 Höhenmeter abwärts. Neben der Hauptroute gibt es auch mehrere „Panoramarouten“ – Abstecher Richtung Pfälzerwald, die wegen ihrer Steigungen etwas anstrengender beim Befahren sind. Die Panoramarouten haben zusammen eine Streckenlänge von 35 km.

## Streckenverlauf
Der Radweg Deutsche Weinstraße beginnt in Schweigen-Rechtenbach; das Deutsche Weintor ist hier ein möglicher Startpunkt. Dann folgen auf der Strecke die Orte Oberotterbach, Bad Bergzabern, Pleisweiler-Oberhofen, Gleiszellen-Gleishorbach, Klingenmünster, Eschbach (Pfalz), Leinsweiler, Ranschbach, Birkweiler, Siebeldingen, Frankweiler, Gleisweiler, Burrweiler und Hainfeld (Pfalz). Die nächsten Stationen sind Weyher in der Pfalz (nur über Panoramaroute), Rhodt unter Rietburg, Edenkoben, Sankt Martin (Pfalz) (nur über Panoramaroute), Maikammer, Diedesfeld, Hambach an der Weinstraße und die Kernstadt von Neustadt an der Weinstraße, Haardt an der Weinstraße, Gimmeldingen, Königsbach an der Weinstraße (die drei letztgenannten Orte nur über Panoramaroute), Mußbach, Deidesheim, Forst an der Weinstraße, Wachenheim an der Weinstraße und Bad Dürkheim. Hier gabelt sich die Strecke: Die Hauptroute führt weiter über Ungstein, Freinsheim, Dackenheim und Kirchheim an der Weinstraße und ist dabei teilweise mit dem Kraut-und-Rüben-Radweg identisch; eine parallele Panoramaroute führt westlicher über Leistadt, Weisenheim am Berg, Bobenheim am Berg und Kleinkarlbach. Nachdem Haupt- und Panoramaroute wieder zusammengefunden haben, folgen auf der Strecke Grünstadt und Asselheim. Die letzte Etappe der Strecke von Asselheim nach Bockenheim an der Weinstraße teilt sich der Radweg Deutsche Weinstraße mit dem Kraut-und-Rüben-Radweg und dem Barbarossa-Radweg.

## Anschluss-Radwege
- Kraut-und-Rüben-Radweg (bei Schweigen-Rechtenbach, Freinsheim, Grünstadt und Bockenheim an der Weinstraße)
- Petronella-Rhein-Radweg (bei Bad Bergzabern)
- Klingbach-Radweg (bei Klingenmünster)
- Queichtal-Radweg (bei Siebeldingen)
- Vom Rhein zum Wein (bei Hainfeld)
- Palatia-Radweg (bei Neustadt an der Weinstraße)
- Salier-Radweg (bei Bad Dürkheim)
- Barbarossa-Radweg (bei Asselheim)